# Rocorona
L'Ocorono, o Rocorona és una llengua extinta de Bolívia, possiblement de la família de les llengües chapacura-wañam.
Birchall (2013) presenta una anàlisi en profunditat dels textos sobrevivents rocorona de les missions jesuïtes a Bolívia, concretament el Parenostre, l'Avemaria i el credo de Nicea. Els textos també han estat analitzats per Georges de Crequi-Montfort i Paul Rivet (1913).